# Ferdinand Lederer
Ferdinand Lederer (12. prosince 1906 Žabovřesky – 24. dubna 1990 Brno) byl český vysokoškolský profesor, architekt a specialista v oblasti ocelových konstrukcí.

## Život
Vystudoval I. české reálné gymnázium v Brně, kde odmaturoval v roce 1924. V roce 1932 dokončil studium inženýrského stavitelství na ČVŠT v Brně a v roce 1934 po obhájení práce s názvem Vliv nýtového připojení na moment vetknutí získal doktorát v oblasti technických věd.
Po skončení studií pracoval jako úředník na ČVŠT, později jako úředník na Ministerstvu pošt a telegrafů. Po skončení druhé světové války pracoval nejprve jako středoškolský učitel, později jako vysokoškolský profesor; přednášel například v Bratislavě a na VUT v Brně. V roce 1953 se stal vedoucím katedry ocelových konstrukcí a mostů brněnského VUT. Později se stal ředitelem Ústavu ocelových a dřevěných konstrukcí. V letech 1956–1957 byl děkanem Fakulty inženýrského stavitelství VUT.
V roce 1963 jej jako kandidáta informátora vedla Státní bezpečnost.

### Rodinný život
Ferdinand Lederer byl dvakrát ženat. V roce 1937 se oženil s Miroslavou Novákovou, manželství ale bylo roku 1943 rozvedeno. Jeho druhou manželkou byla Milada Ledererová, rozená Vaďurová. Je pohřben na brněnském Ústředním hřbitově.
Ledererem zhotovené fotografie z Tater zveřejnil v roce 1937 časopis Pestrý týden.

## Dílo

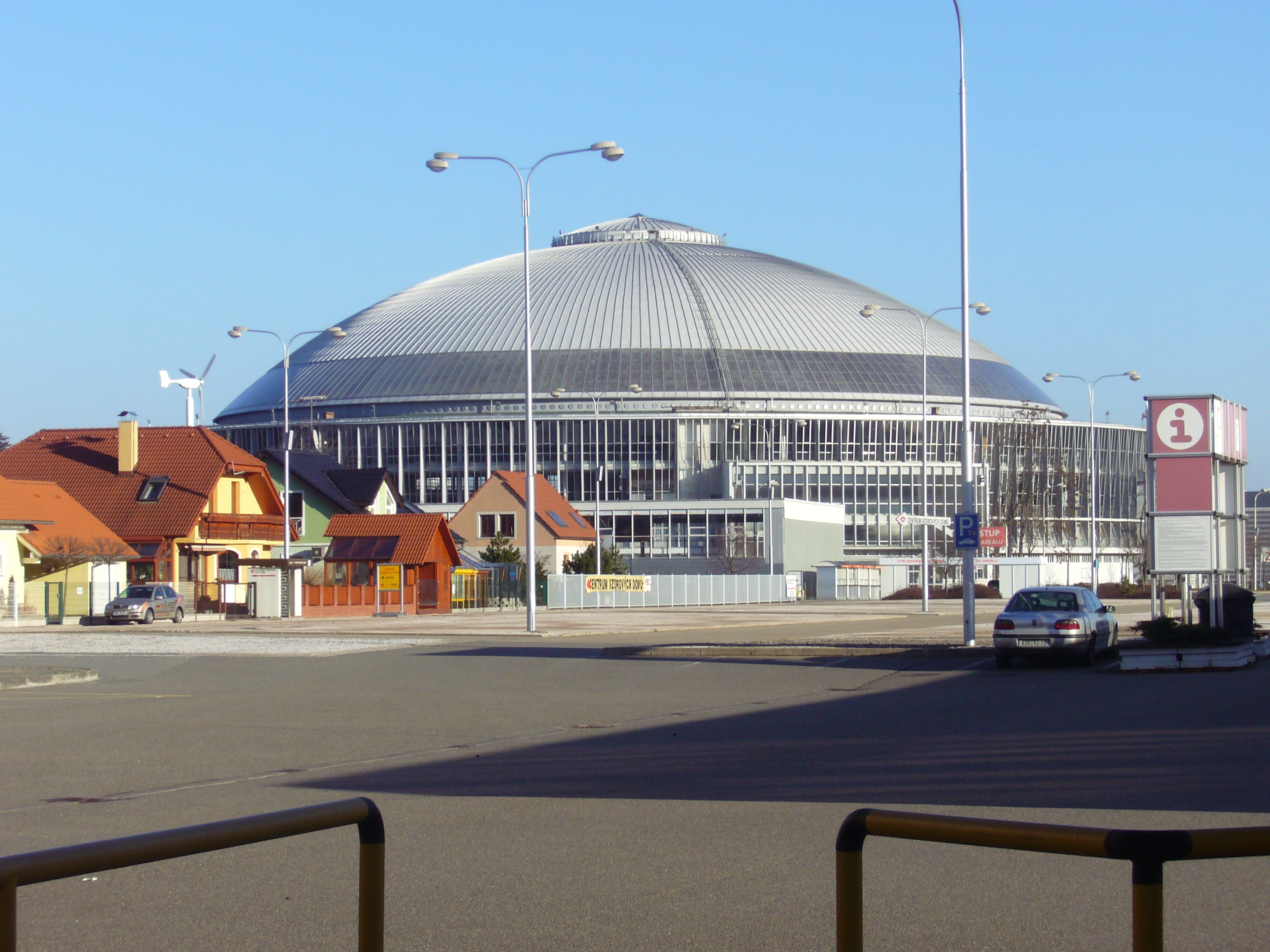
Brněnské výstaviště, pavilon Z

V polovině 50. let se podílel na modernizaci a rozvoji brněnského výstaviště, především na návrhu konstrukcí zastřešení pavilonů C, Y a Z. Věnoval se také projektům zastřešení zimních stadionů v Brně, Olomouci a Prostějově.